# Karol Lipiński

Karol Lipiński en 1822 por Walenty Wańkowicz.

Karol Józef Lipiński (Radzyń Podlaski, Imperio Ruso, 30 de octubre de 1790-Lwów, Imperio austrohúngaro, 16 de diciembre de 1861) fue un virtuoso violinista y compositor polaco, activo durante las Particiones de Polonia.

## Biografía
Karol Lipiński nació en Radzyń Podlaski, al norte de Lublin, el 30 de octubre de 1790. En 1810 se traslada a Lwów donde trabaja como director de orquesta después de haber sido primer violín durante más de dos años. En 1817 se marcha a Italia con la esperanza de oír a Paganini. Los dos se conocieron en Milán, reuniéndose todos los días para tocar juntos en dos conciertos celebrados en abril de 1818, aumentando la popularidad de Lipiński. Paganini le dedica la Op. 10 para violín de Il Carnevale di Venezia a Lipiński. Más tarde, en 1827, Lipiński le devolvió el honor al dedicar su Tres Caprichos para Violín a Paganini.
En 1818, a su regreso a Alemania se detuvo en Trieste recibir la instrucción del Dr. Mazzurana, exalumno de Giuseppe Tartini; Mazzurana tenía noventa años, pero felicitó a Lipiński por sus excelentes actuaciones de las sonatas de Tartini. Durante ese tiempo también realizó conciertos junto a la pianista y compositora polaca Maria Agata Szymanowska.
En 1820 viajó a Berlín, en donde conoció a Louis Spohr, y a Rusia. En 1829 se trasladó a Varsovia, participando en una serie de conciertos con Paganini y junto al pianista de por aquel entonces diecinueve años de edad, Frédéric Chopin. Sin embargo, pronto surgió una rivalidad entre Lipiński y Paganini, que destruyó su amistad.
Entre  1835 y 1836 realiza un largo viaje, durante el cual conoce a Robert Schumann en Leipzig. Schumann queda tan impresionado que le dedica Op. 9 Carnaval a él.
En 1836 visitó Inglaterra y tocó junto a la Royal Philharmonic Orchestra. En junio de 1839 se asentó en Dresde, concentrándose en la música de cámara, con un culto especial a los cuartetos de cuerda de Beethoven.  Allí también dio un recital conjunto a Liszt, tocando la Sonata para violín n.º 9.
Desarrolló una gran reputación como el único rival serio de Paganini. Henryk Wieniawski dedicó su Polonaise Brilliante en D a Lipiński. Se retiró de la música en 1861 y murió en el pueblo de Virliv, en la región de Ternopil (actual Ucrania).
Lipiński fue propietario de dos violines, uno fabricado en 1715 por Antonio Stradivari y otro por Giuseppe Guarneri.